# Operation Perth
Operation Perth war eine australische Militäroperation in der Afghanischen Provinz Urusgan, die im Juli 2006 während des Afghanistan-Krieges durchgeführt wurde. Die neuntägige Operation fand im Rahmen einer größeren multinationalen Koalitionsoperation statt, um das 40 Kilometer nordöstlich von Tarin Kut gelegene Chora-Tal zu räumen.

## Geschichte
Die Operation wurde von der australischen Special Operations Task Group durchgeführt. Die Soldaten kamen vom 4. Bataillons, des Royal Australian Regiment und von den Special Air Service Regiment. Das Kommando hatte Oberstleutnant Mark Smethurst.
Unterstützung wurde von einer Reihe von Luftgütern der Koalition bereitgestellt, darunter australische CH-47 Chinooks vom 5. Heeresfliegerregiment. Es kam zu heftigen Kämpfen mit den Taliban. Mit einer Reihe synchronisierter und eng koordinierter Einsätze konnten die Australier das Tal räumen. Trotz des starken Widerstands mehrerer hundert Aufständischer war die Operation letztendlich erfolgreich, da die Taliban schwere Verluste erlitten und schließlich aus dem Tal flohen.
Insgesamt sechs Australier wurden während der Operation Perth verwundet. Letztendlich hatten die waffentechnische Überlegenheit und die Feuerunterstützung aus der Luft den Australiern ermöglicht, eine große und gut bewaffnete Taliban-Truppe erfolgreich zu bekämpfen. Die Verluste der Taliban wurden auf 150 Tote geschätzt.

## Vorfall
Nachdem die Operation Perth den Weg geebnet hatte, konnten Koalitionstruppen ins Chora-Tal vorrücken. Dabei geriet eine Gruppe unter schweres Granaten-, Mörser- und Maschinengewehrfeuer. Ein australischer Kommandozug steckte im Tal fest und versuchte sich aus der misslichen Lage zu befreien. Die Taliban widersetzten sich stark und feuerten wiederholt RPG-Raketen ab, bei denen ein Soldat der Koalition starb und 13 weitere Verletzt wurden, darunter sechs Australier. Obwohl die Australier ein Drittel ihrer Stärke verloren hatten, setzten sie den Angriff fort und neutralisierten die Aufständischen erfolgreich. In der Zwischenzeit gingen drei USAF AC-130 die Munition aus, während sie die Australier unterstützten. Ebenso erging es den australischen Patrouillenfahrzeugen, die ebenfalls keine Munition mehr hatten.